# 징비록
징비록(懲毖錄, 영어: Jingbirok: The Book of Corrections)은 조선 선조 때 류성룡이 쓴 임진왜란에 대한 1592년(선조 25)에서 1598년(선조 31)까지 7년 동안의 일을 수기(手記)한 책으로, 저자가 벼슬에서 물러나 한거(閑居)할 때 저술하였고 1604년(선조 37년) 저술을 마쳤다. 1969년 11월 12일, 대한민국의 국보 제132호로 지정되었다.

## 저술의 동기
징비란 《시경(詩經)》의 소비편(小毖篇)의 “미리 징계하여 후환을 경계한다(予其懲而毖後患)”라는 구절에서 따온 것이다. 징비록은 임진왜란 전란사로서, 1592년(선조 25)부터 1598년까지 7년에 걸친 전란의 원인, 전황 등을 기록한 책이다.
『징비록』의 첫 장에서 류성룡은 수많은 인명을 앗아가고 비옥한 강토를 피폐하게 만든 참혹했던 전화를 회고하면서, 다시는 같은 전란을 겪지 않도록 지난날 있었던 조정의 여러 실책들을 반성, 앞날을 대비하며 왜란을 겪은 후 후세에 길이 남길 쓰라린 반성의 기록으로 『징비록』을 저술하게 되었다고 밝혔다. 이처럼 뚜렷한 목적의식을 가지고 저술되었다는 점에서, 『징비록』은 우리나라에서 쓰인 여러 기록문학 중에서도 특히 두드러진다고 하겠다.
이 책의 내용에는 임진왜란의 원인과 경과 그리고 자신의 잘못과 조정의 실책,백성들의 조정에 대한 비판 등을 담고 있다. 
《징비록》은 이후 조선시대에는 임진왜란의 공과를 평가하는 데 사용되었다.
특히 류성룡은 스승인 퇴계 이황의 학설에 따라 이기론(理氣論)을 펼치고 양명학을 비판했으며 이황의 이선기후설(理先氣後說)을 좇아 기(氣)는 이(理)가 아니면 생(生)하지 못하는 것이라고 하여 기보다 앞서 있는 실체로서의 이를 규정했다.
류성룡은 양명학의 핵심적 이론인 지행합일설(知行合一說)과 치양지설(致良知說)이 ‘굽은 것을 바로 잡으려다 지나치게 곧아진(矯枉而過直)’ 폐단에 빠진 것으로 불교의 학설과 다름없는 것이라고 단정하고 하나에 치중됨이 없이 병진해야 한다는 지행병진설(知行竝進說)을 주장했다.
왜 만들어졌냐면 임진왜란이 잘못한 것을 밝히기 위해
그가 남긴 저작 중 『징비록』(懲毖錄)은 이러한 ‘알면 행하여야 한다’는 지행병진설이 잘 반영된 책으로 알려 있다. 참혹한 국난의 하나였던 임진왜란에서의 아픈 경험을 거울삼아 다시 그러한 수난을 되풀이하지 않도록 후세를 경계하기 위하여 남긴 저술이다. 임진왜란의 전모를 정확하고 생생하게 비춰주고 있어 임진왜란에 관한 많은 기록 가운데서도 귀중한 사료(史料)로 평가되고 있다.

## 일화
《징비록》에는 임진왜란 직전, 그리고 발발 및 전개 과정에서 있었던 일화들이 수록되어 있는데, 그 가운데 대표적인 것은 다음과 같다.
- 1586년, 쓰시마 도주(島主) 귤강광(橘康廣, 유즈야 야스히로柚谷康広)이 히데요시의 서신을 갖고 조선을 방문했을 때, 그의 행렬 좌우에 늘어선 조선군 병사들이 들고 선 창을 보고 「당신네들의 창은 참 짧군요 그래」하고 비웃었다.
- 1591년에 일본에 파견된 통신사(通信使)의 정사(正使) 황윤길(黄允吉)과 부사(副使) 김성일(金誠一)은 일본을 시찰하고 나서 선조에게 일본의 사정을 보고했는데, 황윤길이 「반드시 병란의 화가 있을 것입니다.」라고 한 것과 달리 김성일은 「신은 왜국에서 그런 징후는 보지 못했습니다.」라고 대답했다.
- 1592년 4월 15일, 조선을 침공한 왜군이 동래(東莱)로 쳐들어갔을 때, 부사 송상현(宋象賢)이 분전하다 죽었다. 송상현은 왜병에 목숨을 구걸하는 것도 마다한 채 죽는 것을 택했고, 왜인들은 그러한 송상현의 절의에 감탄하며 그의 시신을 관에 넣어 정중히 매장하고 그의 무덤에 묘표까지 세워 주었다고 한다.
- 명의 심유경(沈惟敬)과 왜장 고니시 유키나가(小西行長)는 서로 친한 사이로, 사사건건 서로 감싸주었고, 임시변통의 조치로 전쟁을 멈추려 했다.
- 1598년 10월, 노량 앞바다에서 퇴각하는 왜군을 추격해 벌어진 해전에서 통제사 이순신(李舜臣)이 날아오는 탄환에 맞고 숨을 거두었다. 그는 죽기 직전, 「싸움이 아직 다급한 판인데 내가 죽었다고 알리지 마라」는 말을 남겼다.
- 왜군은 조선에서 수많은 살략을 자행하였고, 이는 《징비록》 속에 고스란히 묘사되었다. 1597년에 벌어진 정유재란(게이초의 역)에서 전공을 증명하기 위해 잡은 포로나 시신의 목에서 코를 베어내는 장면도 상세히 묘사되어 있다. 그러나 징비록의 주제가 왜군의 실태보다도 조선군의 허약하기 짝이 없는 국방의식에 대한 비판에 무게가 실려있는 만큼, 주된 내용은 왜군에 대응하는 조선측의 허술함 또한 비판하고 있다.

## 책의 역사
징비록의 성립 연대는 확실하지 않지만, 7년의 전쟁이 끝나고 류성룡이 관직에서 물러나 고향 안동으로 낙향했던 1598년부터 그 집필이 시작된 것으로 보인다. 그리고 선조 37년(1604년)에 집필이 끝났다. 인조 11년(1633년) 류성룡의 아들 류진(柳袗)이 아버지의 문집 《서애집》(西厓集)과 합본된 형태로 징비록을 간행하였고, 1647년 다시 독립된 16권 7책으로 간행했다.
오래된 징비록의 간본은 「16권본」과 「2권본」의 두 가지가 있다. 앞서 등장한 것이 「16권본」이고, 나중에 「2권본」이 나왔는데, 「16권본」의 구성은 다음과 같다.
- 제1권～제2권 : 총론(総論)
- 제3권～제5권 : 《근포집》(芹曝集) - 답(剳) ・ 계사(啓辞)
- 제6권～제14권 : 《진사록》(辰巳録) - 치계(馳啓) ・ 복명(復命)
- 제15권～제16권 : 《군문등록》(軍門謄録) - 계초(啓草) ・ 문리(文移)
- 《녹후잡기》(録後雑記)

《징비록》은 조선 뿐 아니라 일본에서까지 전해져 널리 읽혀졌다고 한다. 초량 왜관을 통해 일본으로 유입된 징비록은 「2권본」으로 1695년 일본 교토의 야마토야(大和屋)에서 야마토야 이베에(大和屋伊兵衛)가 일본어 훈독을 달아 간행하였다. 이로써 일본은 임진, 정유년의 왜란(분로쿠 ・ 게이초의 역)에서의 조선측의 사정을 알 수 있었다. 진주성(晋州城)에서 왜병을 상대로 벌어진 두 차례의 격전에서 왜군에게는 「모쿠소」라는 이름으로 알려진 두려움의 대상이었던 조선의 무장 김시민(金時敏)이 실은 제1차 진주성 싸움에서 전사했었다는 사실도 《징비록》의 일본 간행을 통해 알게 된 것이었다.
숙종은 1712년 《징비록》이 일본에서 간행된 것에 대해 조선의 정보가 유출될까봐 경계하여 금단하였다고 한다.
1936년 조선사편수회에서 경상북도 안동군 풍산면 하회리 종가(宗家)의 소장본인 저자 자필의 필사본(筆寫本)을 《조선사료총간(朝鮮史料叢刊)》 11집에 《초본징비록(草本懲毖錄)》이라 하여 300부를 영인하여 출간하였다. 1958년 성균관대학교 대동문화연구원에서 영인한 《서애집(西厓集)》 끝에도 영인되어 있다. 《광사(廣史)》 3집에도 《징비록》과 《녹후잡기》가 합쳐 수록되어 있다.
2003년 영역본 《The Book of Corrections》을 최병현 교수가 캘리포니아대 버클리 동아시아 연구소에서 출간했다.

## 사진

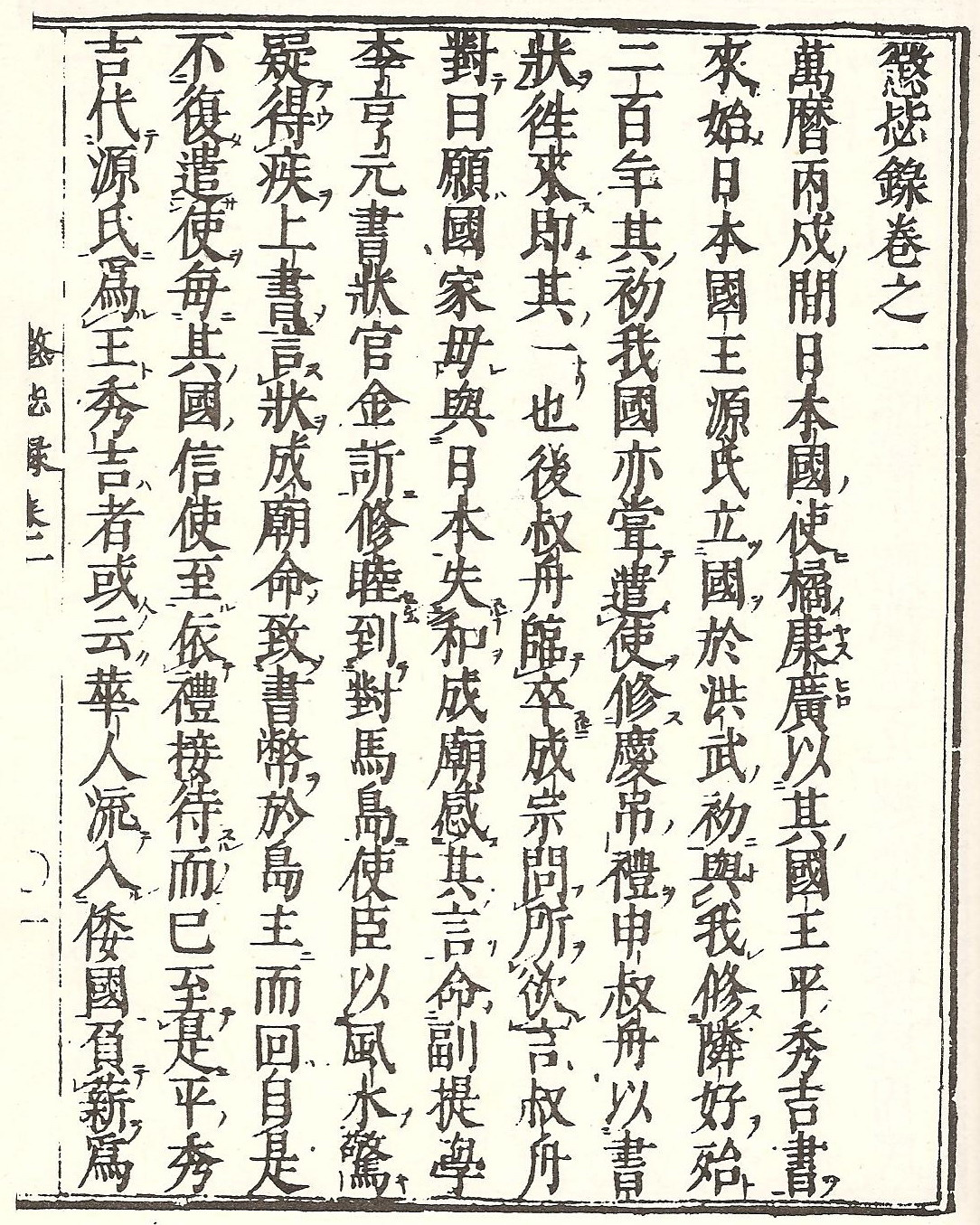
1695년 교토에서 출판된 '징비록'

## 참고 문헌
류성룡 지음, 김흥식 옮김, 서해문집, 2003년, ISBN 89-7483-174-0 03900

## 같이 보기
- 이탁영(李擢英) - 정만록의 저자
  - 정만록(征蠻錄) - 징비록과 함께 임진왜란과 정유재란을 상세히 기록한 책, 명나라 허의후(許宜後)의 '기밀봉사'(機密封事)도 실려있다
- 해동제국기 - 당시 사실상 조선 외교관들의 필독서
- 간양록
- 표해록
- 해유록(海游錄)
- 왜관 - 초량왜관을 통해 징비록이 일본으로 유출됨
- 허의후(許宜後) - 사쓰마국(薩摩, 지금의 가고시마현 일대)을 오가면서 약 장사를 하던 명나라 사람
  - 기밀봉사(機密封事) - 도요토미 히데요시가 조선과 명나라를 치려는 계획을 명나라에 사전에 알리려 했던 허의후의 첩보문서

## 참고 문헌
- 징비록 - 국가유산청 국가유산포털
- 「징비록」, 《한국민족문화대백과》, 한국학중앙연구원